# O Aprendiz (11.ª temporada)
A décima primeira temporada do reality show O Aprendiz marcou a mudança do programa para a Rede Bandeirantes. O programa ocorreu entre 18 de março a 1 de julho de 2019. Sob o comando de Roberto Justus, o criador da marca no Brasil, a atração não envolve profissionais anônimos disputando um contrato de emprego, e sim influenciadores digitais competindo por um prêmio.

## Candidatos
A temporada trouxe um elenco composto por dezoito influenciadores digitais, número equivalente ao de Aprendiz 6 - Universitário e superior ao de todas as outras edições. Os critérios de seleção incluíram histórico dos mesmos em empreendedorismo e diversidade, bem como uma tentativa de representatividade de diversos estados do Brasil e diferentes faixas etárias. As equipes originais foram escolhidas pelos líderes da primeira tarefa após se voluntariarem. 
| Influenciador            | Segmento                 | Equipe original | Idade | Origem                        | Resultado                            |
| ------------------------ | ------------------------ | --------------- | ----- | ----------------------------- | ------------------------------------ |
| Gabriel Gasparini        | Gastronomia              | Hashtag         | 30    | São Paulo, SP                 | Vencedor (01–07–2019)                |
| Erasmo Viana             | Fitness e saúde          | Share           | 33    | Salvador, BA                  | Finalista² (01–07–2019)              |
| Gabi Lopes               | Lifestyle                | Share           | 24    | São Paulo, SP                 | Finalista² (01–07–2019)              |
| Nana Rude (Nathan Lilja) | Cultura pop              | Share           | 26    | Bagé, RS                      | Demitido no episódio 14 (24–06–2019) |
| Taty Ferreira            | Comportamento            | Hashtag         | 31    | Araxá, MG                     | Demitida no episódio 13 (17–06–2019) |
| Sandra Matarazzo         | Gastronomia              | Hashtag         | 36    | São Paulo, SP                 | Demitida no episódio 12 (03–06–2019) |
| PC Siqueira              | Cultura pop e tecnologia | Share           | 33    | São Paulo, SP                 | Demitido no episódio 11 (27–05–2019) |
| Xan Ravelli              | Beleza                   | Share           | 37    | São Paulo, SP                 | Demitida no episódio 10 (20–05–2019) |
| Alberto Solon            | Moda                     | Share           | 57    | Rio de Janeiro, RJ            | Demitido no episódio 9 (13–05–2019)  |
| Karla Amadori            | Decoração "DIY"          | Hashtag         | 31    | Lebon Régis, SC               | Demitida no episódio 8¹ (06–05–2019) |
| Montalvão                | Games                    | Hashtag         | 31    | Goiânia, GO                   | Expulso no episódio 8¹ (06–05–2019)  |
| Leo Bacci                | Humor                    | Hashtag         | 31    | São Paulo, SP                 | Demitido no episódio 7 (29–04–2019)  |
| Alice Salazar            | Beleza                   | Hashtag         | 35    | Santo Antônio da Patrulha, RS | Demitida no episódio 6 (22–04–2019)  |
| Júlia Mendonça           | Finanças                 | Hashtag         | 32    | Bagé, RS                      | Demitida no episódio 5 (15–04–2019)  |
| Carlos Santana           | Humor                    | Share           | 22    | Campo Grande, MS              | Demitido no episódio 4 (08–04–2019)  |
| Lucas Estevam            | Turismo                  | Hashtag         | 28    | Campinas, SP                  | Demitido no episódio 3 (01–04–2019)  |
| Rúbia Baricelli          | Maternidade              | Share           | 27    | São Paulo, SP                 | Demitida no episódio 2 (25–03–2019)  |
| Jessica Belcost          | Moda                     | Share           | 30    | Culturama, MS                 | Demitida no episódio 1 (18–03–2019)  |

Nota 1: Justus demitiu dois candidatos no episódio 8. Montalvão foi demitido primeiro.

Nota 2: Na conclusão da Final, Justus somente anunciou a vitória de Gabriel Gasparini, eliminando Erasmo Viana e Gabi Lopes simultaneamente.

## Episódios

### Episódio 1 (18–03–2019)
- Objetivo da tarefa: Realizar quatro provas na Escola Superior de Bombeiros, simulando a atuação de bombeiros.
- Líder da Equipe Hashtag: Montalvão
- Líder da Equipe Share: Erasmo Viana
- Equipe vencedora: Hashtag
  - Prêmio: Almoço na casa de Roberto Justus.
- Equipe perdedora: Share
  - Motivo da derrota: A equipe apresentou um desempenho inferior nas provas realizadas com relação à equipe vencedora.
  - Indicados para a Sala de Reunião: Todos os membros da equipe Share.
  - Opinião dos Conselheiros: Vivianne apontou Erasmo Viana, por não ter tido espírito de liderança. Já José Roberto indicou Jessica Belcost, pela sua falta de contribuição à equipe Share.
- Demitida: Jessica Belcost, pela baixa proatividade apresentada na tarefa, bem como pela falta de sinergia com a equipe.
- Observações:
  - Rúbia Baricelli propôs trazer todo o grupo para a segunda parte da sala de reunião. Assim, Justus iniciou uma votação entre o grupo para decidir se a ideia seria posta em prática ou não. Como a maioria do grupo concordou com a opinião da participante, todos os membros da equipe retornaram à sala de reunião. Caso a  tradicional indicação de dois candidatos pelo líder para a Sala de Reunião ocorresse, Alberto Solon e Jessica Belcost teriam sido os escolhidos pelo líder para retornarem.
  - Gabi Lopes e PC Siqueira foram dispensados no início da segunda parte da Sala de Reunião, pois a equipe os considerou como os participantes que obtiveram o melhor aproveitamento na tarefa.

### Episódio 2 (25–03–2019)
- Objetivo da tarefa: Comprar - pelo menor valor - e vender - pelo maior valor possível - 10 itens predefinidos pela produção do programa.
- Líder da Equipe Hashtag: Sandra Matarazzo
- Líder da Equipe Share: PC Siqueira
- Equipe vencedora: Hashtag
  - Prêmio: Visita à uma empresa de Realidade Virtual.
- Equipe perdedora: Share
  - Motivo da derrota: A equipe perdeu as duas etapas da tarefa: comprou, por valores maiores, e vendeu, por valores menores, os itens (em comparação à equipe Hashtag).
  - Indicados para a Sala de Reunião: PC Siqueira, Rúbia Baricelli e Nana Rude.
  - Opinião dos Conselheiros: Ambos apontaram a demissão de Rúbia Baricelli. José Roberto defendeu que ela foi a participante com o pior desempenho na tarefa dentre os indicados para a segunda parte da Sala de Reunião. Vivianne, além de ter utilizado o mesmo argumento de José Roberto, justificou sua escolha pelo fato da participante ter sinalizado uma possível desistência da competição.
- Demitida: Rúbia Baricelli, por ter cogitado a desistência do programa durante o confinamento.

### Episódio 3 (01–04–2019)
- Reestruturação de equipes: Gabi Lopes, na condição de líder da equipe Share, pôde escolher um participante da Hashtag para reforçar sua equipe. Gabriel Gasparini foi o escolhido.
- Objetivo da tarefa: Produção e exibição de um vídeo sobre déficit de natureza em um edifício do centro de São Paulo, no formato de mapping.
- Líder da Equipe Hashtag: Lucas Estevam
- Líder da Equipe Share: Gabi Lopes
- Equipe vencedora: Share
  - Prêmio: Visita a um spa e jantar em uma churrascaria.
- Equipe perdedora: Hashtag
  - Motivo da derrota: Considerado abstrato demais, o vídeo apresentado pela Hashtag não atendeu aos requisitos do briefing, tendo um caráter de divulgação da SOS Mata Atlântica, patrocinadora da tarefa.
  - Indicados para a Sala de Reunião: Lucas Estevam, Julia Mendonça, Montalvão e Taty Ferreira.
  - Opinião dos Conselheiros: Vivianne apontou Lucas Estevam para demissão, pela liderança omissa. José Roberto indicou Júlia Mendonça, pela baixa contribuição na tarefa em relação aos outros participantes indicados.

- Demitido: Lucas Estevam, por erros de execução e delegação das tarefas.
- Observações:
  - O resultado foi debatido e divulgado na Sala de Reunião com a presença de ambas as equipes, substituindo a habitual primeira parte da Sala apenas com a equipe perdedora. Após a divulgação do resultado, Justus questionou ao líder os participantes que seriam levados diretamente para a segunda parte da Sala.
  - Justus criticou o descumprimento da regra na qual é proibida a utilização de mídias sociais pessoais. Durante a tarefa, Erasmo Viana, Gabriel Gasparini e Taty Ferreira descumpriram esta regra. Como punição, Viana e Gasparini foram vetados de participar da recompensa, por estarem na equipe vencedora, e Taty Ferreira, por pertencer à equipe perdedora, foi automaticamente indicada para a segunda fase da Sala de Reunião.
  - Gabi Lopes encontrou involuntariamente seu namorado na prova, mas foi apenas advertida por Justus.
  - Justus, momentos antes de demitir Estevam, ofereceu a oportunidade para os conselheiros mudarem seus votos iniciais para demissão com base nas discussões da Sala de Reunião. Ambos mudaram as escolhas.

### Episódio 4 (08–04–2019)
- Objetivo da tarefa: Criar, produzir e promover um desfile de modo do zero em uma praça de São Paulo, convencendo os transeuntes do local a participarem deste desfile de moda; e realizar uma cobertura jornalística do evento.
- Líder da Equipe Hashtag: Karla Amadori
- Líder da Equipe Share: Carlos Santana
- Equipe vencedora: Hashtag
  - Prêmio: Viagem para a cidade de Campinas ao encontro da Moda e Gastronomia Australianas, almoço no Outback, e serão recebidos pela Cotton On, além de ganharem como prêmio roupas a escolha dos participantes. Serão recebidos pelo novo presidente do Hopi Hari que estará aberto apenas para eles.
- Equipe perdedora: Share
  - Motivo da derrota: Na cobertura jornalística, o grupo falhou no enquadramento e posicionamento de câmera. Na linguagem não houve uma boa explicação do que acontecia em relação ao momento, apesar de um entusiasmo, e consequentemente não houve uma linguagem jornalística, sem provocar também interesse pela avaliadora. Segundo a avaliação de Justus, além de pecarem em relação à cobertura jornalística do evento, falharam também em relação a estética do evento em si influenciados pela escolha do tema "rua".
  - Indicados para a Sala de Reunião: Carlos Santana, Alberto Solon e Gabi Lopes.
  - Opinião dos Conselheiros: Vivianne apontou Alberto Solon por não tentar convencer o grupo a executar suas ideias. José Roberto indicou Carlos Santana para ser demitido por não escutar as ideias de Alberto Solon e também por indicar Gabi Lopes para a Sala de Reunião, que foi destacada como uma das melhores performances da tarefa.
- Demitido: Carlos Santana, por uma liderança exageradamente democrática e não ter percebido que Xan Ravelli deveria ser indicada por uma ideia que acarretou na derrota da equipe.

### Episódio 5 (15–04–2019)
- Objetivo da tarefa: Promover uma ação de marketing de guerrilha sobre o programa.
- Líder da Equipe Hashtag: Júlia Mendonça
- Líder da Equipe Share: Xan Ravelli
- Equipe vencedora: Share
  - Prêmio: Visita ao cantor e ator Seu Jorge.
- Equipe perdedora: Hashtag
  - Motivo da derrota: Falta de criatividade na execução.
  - Indicados para a Sala de Reunião: Júlia Mendonça, Montalvão e Taty Ferreira
  - Opinião dos Conselheiros: Viviane optou pela demissão de Júlia por considerá-la a participante mais fraca entre os três. José Roberto optou por Montalvão.
- Demitida: Júlia, pela falta de liderança na tarefa.

### Episódio 6 (22–04–2019)
- Objetivo da tarefa: Venda de hotdogs em um foodtruck na cidade de São Paulo em dois turnos de quatro horas.
- Líder da Equipe Hashtag: Taty Ferreira
- Líder da Equipe Share: Gabriel Gasparini
- Equipe vencedora: Share
  - Prêmio:  Período de descanso no Resort Jurema Águas Quentes, localizado em Iretama, Paraná.
- Equipe perdedora: Hashtag 
  - Motivo da derrota: Lucro inferior e falta de criatividade nas vendas. A Equipe Share vendeu 540% a mais do que a equipe Hashtag.
  - Indicados para a Sala de Reunião: Todos.
  - Opinião dos Conselheiros:  José Roberto optou por Alice Salazar por ter contribuído menos nas últimas tarefas. Viviane optou por Taty Ferreira por acreditar que faltou maior obstinação pela vitória em sua posição como líder.
- Demitida:  Alice Salazar, pelo cansaço e falta de brilho, confessados por ela mesma durante a Sala de Reunião.
- Observações:
  - Por sugestão da líder Taty, que não conseguia pensar em um outro participante além de Alice para a segunda parte da sala, todos os integrantes da equipe voltaram à sala de reunião.

### Episódio 7 (29–04–2019)
- Reestruturação de equipes:  A Equipe Hashtag pôde escolher um membro da Equipe Share para reforçar o time. Eles escolheram PC Siqueira.
- Objetivo da tarefa:  Cumprir uma série de testes no Instituto Brasileiro de Coaching (IBC)
- Líder da Equipe Hashtag:  Léo Bacci
- Líder da Equipe Share:  Nana Rude
- Equipe vencedora: Share 
  - Prêmio:   Uma viagem de desenvolvimento pessoal para o Machu Picchu no Peru.
- Equipe perdedora: Hashtag  
  - Motivo da derrota:  Menor quantidade de pontos em relação à equipe adversária, que venceu a prova por 6x4.
  - Indicados para a Sala de Reunião:  Karla Amadori, Léo Bacci (líder) e Montalvão
  - Opinião dos Conselheiros:   José Roberto e Viviane apontaram que Léo Bacci deveria ser o demitido pela falta de energia demonstrada na liderança.
- Demitido: Léo Bacci, pela falta de energia demonstrada em suas últimas tarefas e por acreditar que Karla e Montalvão estavam mais preparados para o resto da competição.

## Resultados
| Influenciador     | Equipe     | Equipe     | Equipe     | Equipe     | Equipe      | Resultado               | Recorde como líder                                               |
| Influenciador     | Episódio 1 | Episódio 3 | Episódio 7 | Episódio 9 | Episódio 14 | Resultado               | Recorde como líder                                               |
| ----------------- | ---------- | ---------- | ---------- | ---------- | ----------- | ----------------------- | ---------------------------------------------------------------- |
| Gabriel Gasparini | Hashtag    | Share      | Share      | Hashtag    | Hashtag     | Vencedor                | 1–2 (vitória no episódio 6, derrota nos episódios 11 e 14)       |
| Erasmo Viana      | Share      | Share      | Share      | Share      | Share       | Demitido na Final       | 1–2 (vitória no episódio 13, derrota nos episódios 1 e 10)       |
| Gabi Lopes        | Share      | Share      | Share      | Share      | Share       | Demitida na Final       | 2–2 (vitória nos episódios 3 e 12, derrota nos episódios 9 e 14) |
| Nana Rude         | Share      | Share      | Share      | Share      | Hashtag     | Demitido no episódio 14 | 2–0 (vitória nos episódios 7 e 11)                               |
| Taty Ferreira     | Hashtag    | Hashtag    | Hashtag    | Hashtag    |             | Demitida no episódio 13 | 1–2 (vitória no episódio 9, derrota nos episódios 6 e 13)        |
| Sandra Matarazzo  | Hashtag    | Hashtag    | Hashtag    | Hashtag    |             | Demitida no episódio 12 | 1–2 (vitória no episódio 2, derrota nos episódios 8 e 12)        |
| PC Siqueira       | Share      | Share      | Hashtag    | Hashtag    |             | Demitido no episódio 11 | 1–1 (vitória no episódio 10, derrota no episódio 2)              |
| Xan Ravelli       | Share      | Share      | Share      | Share      |             | Demitida no episódio 10 | 1–0 (vitória no episódio 5)                                      |
| Alberto Solon     | Share      | Share      | Share      | Share      |             | Demitido no episódio 9  | 1–0 (vitória no episódio 8)                                      |
| Karla Amadori     | Hashtag    | Hashtag    | Hashtag    |            |             | Demitida no episódio 8  | 1–0 (vitória no episódio 4)                                      |
| Montalvão         | Hashtag    | Hashtag    | Hashtag    |            |             | Demitido no episódio 8  | 1–0 (vitória no episódio 1)                                      |
| Leo Bacci         | Hashtag    | Hashtag    | Hashtag    |            |             | Demitido no episódio 7  | 0–1 (derrota no episódio 7)                                      |
| Alice Salazar     | Hashtag    | Hashtag    |            |            |             | Demitida no episódio 6  |                                                                  |
| Julia Mendonça    | Hashtag    | Hashtag    |            |            |             | Demitida no episódio 5  | 0–1 (derrota no episódio 5)                                      |
| Carlos Santana    | Share      | Share      |            |            |             | Demitido no episódio 4  | 0–1 (derrota no episódio 4)                                      |
| Lucas Estevam     | Hashtag    | Hashtag    |            |            |             | Demitido no episódio 3  | 0–1 (derrota no episódio 3)                                      |
| Rúbia Baricelli   | Share      |            |            |            |             | Demitida no episódio 2  |                                                                  |
| Jessica Belcost   | Share      |            |            |            |             | Demitida no episódio 1  |                                                                  |

## Controvérsias

### Descumprimento de regras
No terceiro episódio da temporada, antes de anunciar os resultados da tarefa, Justus repreendeu os candidatos Erasmo Viana, Gabi Lopes, Gabriel Gasparini e Taty Ferreira por terem estabelecido contato com amigos e parentes durante a execução da prova. A punição pelo descumprimento da regra de confinamento, segundo dossiê entregue aos participantes, era a expulsão, mas Justus preferiu advertir os candidatos com punições mais brandas com a prerrogativa que o fato não se repetisse durante a edição: na equipe perdedora, Taty Ferreira foi indicada automaticamente para a Sala de Reunião, mas não foi demitida. Os demais participantes integravam a equipe que venceu a tarefa e não puderam participar da recompensa programada.
Posteriormente, a insatisfação de alguns candidatos com a permanência dos infratores foi divulgada em notícias de sites de entretenimento, que também veicularam fotos de redes sociais que revelam um encontro entre o participante Gabriel Gasparini e sua mãe em provas de episódios ainda não exibidos. Procurada pelos sites que divulgaram a informação, a Band não respondeu a respeito desta infração ou das acontecidas anteriormente.